# STFK Ledalero
Sekolah Tinggi Filsafat Katolik Ledalero (kurz STFK Ledalero, deutsch Katholische Hochschule für Philosophie Ledalero) ist eine Philosophisch-Theologische Hochschule der Steyler Missionare (lateinisch Societas Verbi Divini – SVD) in Maumere auf der Insel Flores der Kleinen Sundainseln, Indonesien.

## Geschichte
Vorläufer der STFK Ledalero ist das 1926 durch Bischof Arnold Verstraelen SVD gegründete Knabenseminar in Mataloko sowie das daraus erwachsene Priesterseminar St. Paul in Ledalero im Königreich Sikka. 1937 wurde das Priesterseminar St. Paul in Ledalero mit Genehmigung des Heiligen Stuhls eröffnet. Während der japanischen Besatzung wurde Ledalero durch die japanischen Armee als Hauptquartier genutzt; das Seminar zog um nach Mataloko und die Geistlichen wurden interniert. 1945 kehrten die Missionare zurück nach Ledalero und konnten 1955 den Seminarbetrieb wieder aufnehmen.
1969 erfolgte die Gründung einer Hochschule, die 1971 als philosophisch-theologische Hochschule durch die Republik Indonesien staatlich anerkannt wurde. Weitere staatliche Genehmigungen erfolgten für die Studiengänge. Neben den Steyler Missionaren nutzen weitere Ordensgemeinschaften wie die Karmeliten, Rogationisten, Vokationisten, Kamillianer, Stigmatiner, Somasker, Trappisten und Barnabiten die Hochschule zur philosophischen und theologischen Ausbildung ihrer Seminaristen, ebenso wie die Steyler Missionsschwestern.
Bei dem Floresbeben von 1992 wurde das Seminar zerstört oder schwer beschädigt; der Wiederaufbau dauerte zehn Jahre.

## Hochschule
Durchschnittlich studieren über 1.500 Studierende pro Jahr an der Hochschule in dem Bachelorstudiengang Philosophie und dem Masterstudiengang Katholische Theologie.
Das Motto der Hochschule ist lateinisch Diligite Lumen Sapientiae ‚Schätzt das Licht der Weisheit‘.

## Sonstiges
Der in Ledalero und im österreichischen Missionshaus St. Gabriel ausgebildete Paulus Budi Kleden, Erzbischof von Ende und 12. Generalsuperior der Steyler Missionare, wirkte elf Jahre lang als Theologie- und Philosophieprofessor sowie als Studienpräfekt in Ledalero.